# 2000 en fantasy
| Années de la fantasy : 1997 - 1998 - 1999 - 2000 - 2001 - 2002 - 2003    |
| Décennies de la fantasy : 1970 - 1980 - 1990 - 2000 - 2010 - 2020 - 2030 |

L'année 2000 a été marquée, en matière de fantasy, par les événements suivants.

## Romans - Recueils de nouvelles ou anthologies - Nouvelles
- 8 juillet : publication de la version originale en anglais britannique d'Harry Potter et la Coupe de feu
- 29 novembre : publication de la traduction en français d'Harry Potter et la Coupe de feu

## Bandes dessinées, dessins animés, mangas
- 1er septembre : début de la publication de la traduction en français de One Piece.